# Scherzo para piano (Brahms)
El scherzo para piano en mi bemol menor opus 4 de Johannes Brahms es una obra de 1851 aunque integrada en la opus 5, su sonata para piano n.º 3, y publicada por tanto en 1853.
En realidad Brahms creó este scherzo como aportación a una obra que realizaron conjuntamente Robert Schumann y Albert Dietrich. De hecho, Brahms destruyó el manuscrito de su porción, como hizo frecuentemente con sus primeras obras, por considerarlas de escasa calidad. Para entonces era un joven pianista con mejores dotes para la composición, aunque muy exigente con su propia labor.
Este fragmento tiene una duración de unos nueve minutos.